# City-Galerie Augsburg

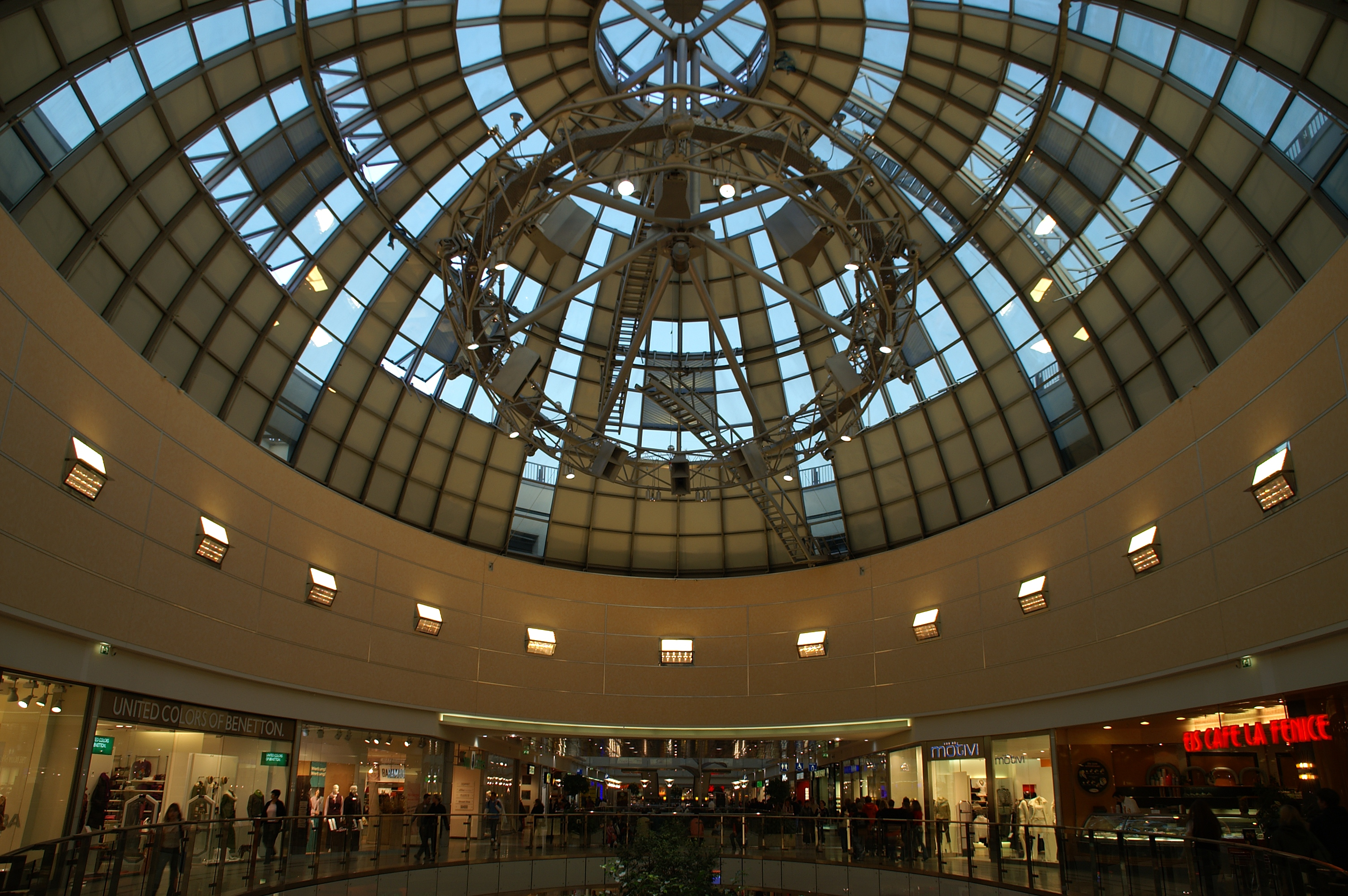
Blick auf die Kuppel der City-Galerie

Die City-Galerie ist ein im Jahr 2001 eröffnetes Einkaufszentrum in Augsburg und ist das größte Einkaufszentrum Bayerisch Schwabens. Es wird von der ECE Projektmanagement GmbH & Co. KG als eines von über 90 gewerblichen Objekten betrieben.

## Lage
Das Einkaufszentrum befindet sich östlich der Augsburger Innenstadt innerhalb des Textilviertels, das nach den dort vormals angesiedelten Unternehmen der Textilindustrie benannt ist. Es wurde auf dem 1997 erworbenen Werksgelände der ehemaligen Neuen Augsburger Kattunfabrik (kurz NAK) errichtet (ursprünglich Schöppler & Hartmann), deren Fabrikgebäude 1999 abgebrochen wurden.
Durch den Neubau der sogenannten Schleifenstraße wurde auch die City-Galerie an die vierstreifige Amagasaki-/Nagahama-/Inverness-Allee angebunden. Eine Anbindung an verschiedene Stadtbuslinien ist eingerichtet.

## Nutzung
Insgesamt bietet die City-Galerie mehr als 100 verschiedenen Einzelhandels- und Gastronomiebetrieben eine Verkaufsfläche, wobei das Konzept so angelegt ist, dass sich Fachgeschäfte (zum Beispiel für Mode- oder Sportwaren) mit Gastronomieständen abwechseln. In der City-Galerie sind unter anderem drei große Modehäuser, ein Fachmarkt für Unterhaltungselektronik und ein Sporthaus sowie etliche Fast-Food-Restaurants untergebracht. Am 3. September 2011 öffnete hier der sechste Apple Store Deutschlands seine Pforten.
Neben den Einzelhandels- und Gastronomiebetrieben befindet sich dort ein Cinemaxx Multiplex-Kino mit neun Kinosälen. Des Weiteren finden regelmäßig Veranstaltungen statt, wie zum Beispiel ein Snowboard-Railbattle vor der City-Galerie auf dem Willy-Brandt-Platz.

## Daten und Zahlen
Die City-Galerie wurde auf einem Grundstück mit einer Fläche von 50.300 m² erbaut und besitzt insgesamt eine Mietfläche von 40.400 m² – damit ist es eines der größten Einkaufszentren Süddeutschlands. Diese Fläche gliedert sich in 32.600 m² für die Verkaufsflächen der Einzelhandel- und Gastronomiebetriebe, in 6.200 m² für deren Lagerflächen und in 1.600 m² für verschiedene Arztpraxen, die in dem Gebäude untergebracht wurden (unter anderem Zahnärzte und Orthopäden). Täglich besuchen rund 25.620 Menschen das Einkaufszentrum, in dem 950 Angestellte beschäftigt sind.

## Folgewirkungen
Bereits in der Planungsphase wurde in der Öffentlichkeit und dort vor allem beim innerstädtischen Einzelhandel die Etablierung einer „Neuen Mitte“ abseits des historischen Stadtkerns „eher mit Skepsis betrachtet und sehr kontrovers diskutiert“. Es wurde befürchtet, dass es zu erheblichen Umsatzverlagerungen und nachhaltigen Schäden für den lokalen Einzelhandel sowie insgesamt für die Stadtstruktur kommen werde. Beim Einstieg in die öffentliche Diskussion wurde daher von der Stadt, die sich an das ECE-Projekt gebunden hatte, ein „City-Manager“ eingestellt, der die Bewohner der Innenstadt, die Vereine und die ECE-Beteiligten auf „gemeinsame Ziele und einheitliches Handeln einzuschwören“ hatte.
Bereits wenige Jahre nach der Eröffnung bemerkten lokale Beobachter der
Stadtentwicklung die „massiven“ Auswirkungen dieser Ansiedlungspolitik. Dazu gehörten die „zunehmende Filialisierung“, nämlich durch ortsfremde Großketten, eine „Zunahme von Billiganbietern“ und ein erhöhter Leerstand in der Innenstadt. Im Rahmen eines sogenannten Leerstandsmanagements versuchte daraufhin ein großer Textilfilialist, die Leerstände attraktiver zu gestalten.
Damit bestätigte sich die allgemeine Erfahrung, dass Einkaufszentren des Typs „City-Galerie“ (auch als „Malls“ bezeichnet), wie sie seit etwa zwei Jahrzehnten in zahlreichen Städten von wenigen Großinvestoren wie der ECE Projektmanagement GmbH & Co. KG errichtet werden (siehe auch die City-Galerien in Siegen oder Aschaffenburg), in einem Verdrängungswettbewerb grundlegende Veränderungen der Stadtstrukturen herbeiführen. Sie beeinflussen in aller Regel den Handel und das Leben des historischen Zentrums negativ.
Wenn sie in der Gestalt der Mall großflächig ausfallen und nicht unmittelbar an das gewachsene Stadtzentrum anschließen, wie dies in Augsburg der Fall ist, „können sie gewachsene Stadtstrukturen kaputt machen und zur Verödung ganzer Straßenzüge beitragen.“ Da größere Verkaufsflächen die Kaufkraft nicht vergrößern, verteilen die Umsätze sich neu. In der Regel verliert der lokale Einzelhandel seine Funktion zugunsten der in hohem Maße ortsfremden, meist international agierenden Großfilialisten auf den neuen Flächen. Die von eingesessenen Konsumenten nurmehr schwach frequentierten historischen Zentren nehmen Angebote minderen Werts auf. Eingesessene Gastronomie und Einzelhandel müssen schließen. Es entsteht ein Leerstandsproblem.